# Kirchboitzen
Kirchboitzen ist ein Stadtteil von Walsrode im Landkreis Heidekreis, Niedersachsen.

## Geografie
Das Dorf liegt südwestlich des Hauptortes in der Lüneburger Heide, etwa 7 km von Walsrode entfernt. Im Ort treffen sich die L 160 und die Bundesstraße 209. Sie führt zur Anschlussstelle Walsrode-West der Bundesautobahn 27.
In Kirchboitzen gibt es keine Straßenbezeichnungen, sondern nur Hausnummern, an denen sich Einwohner, Postboten, Lieferanten und Besucher orientieren müssen.

## Geschichte
Kirchboitzen wurde im Jahre 1203 erstmals urkundlich erwähnt. Der Ort wurde um 1220 und 1270 Boszem und im 14. Jahrhundert Bozem genannt. Die Edelherren von Meinersen gaben um 1220 den Zehnt als Lehen an Hilmar von Büchten.
Am 1. März 1974 wurde Kirchboitzen in die Stadt Walsrode eingegliedert.

## Politik
Ortsvorsteher ist Christian Söder.

## Kultur und Sehenswürdigkeiten

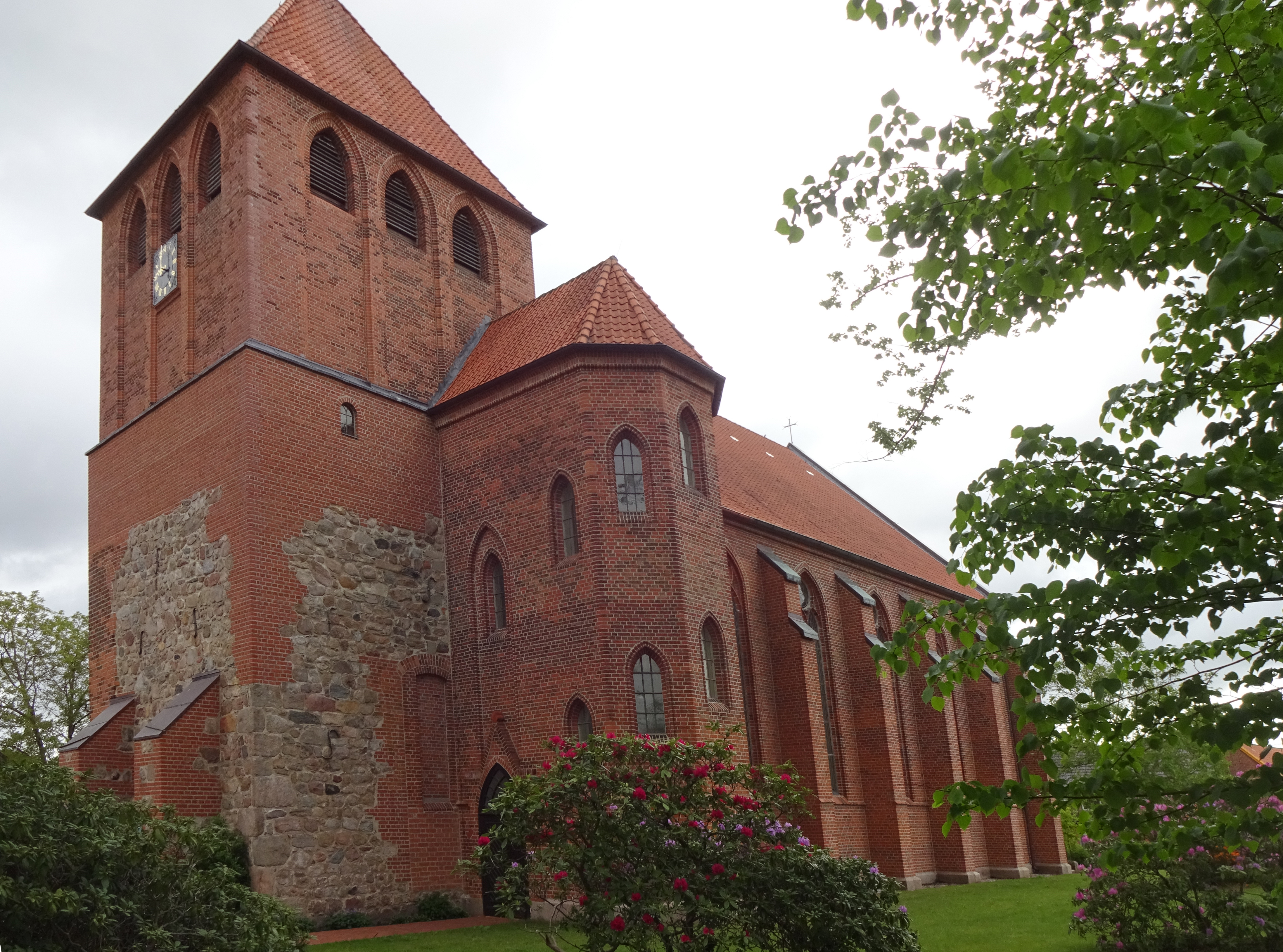
Kirche in Kirchboitzen

- Kirche in KirchboitzenDie St.-Michaelis-Kirche in Kirchboitzen fand im Jahr 1203 erste urkundliche Erwähnung, jedoch wurde sie erst 1862 bis 1864 in der heutigen Form errichtet. Sie brannte am 15. April 1945 aus, so dass Turmhelm und Ausstattung aus der Zeit danach sind.[3]
- Die evangelische Gemeinde ist Träger des örtlichen Kindergartens, der eine Gruppe umfasst.
- Etwa 20 örtliche Vereine sind auf kulturellem und sportlichem Gebiet aktiv.

Siehe auch Liste der Baudenkmale in Walsrode (Außenbezirke)#Kirchboitzen